# Kopejka
A kopejka (oroszul: копейка, IPA: kɐˈpʲejkə, ukránul: копійка, IPA: koˈpʲijkə, fehéroroszul: капейка) egy érme vagy valuta, amelyet a kelet-európai országokban használnak, de általában az orosz gazdasággal azonosítják. A valutarendszer legkisebb értékű tagja. Eredetileg az Orosz Birodalom, majd a Szovjetunió egyik fizetőeszköze volt, a rubel váltópénze. Oroszországban, Fehéroroszországban, Ukrajnában és Grúziában is használják. A múltban több szovjet vagy orosz befolyás alatt élő országnak is voltak olyan érméi, amelyeket szintén kopejkának neveztek (pl. az azerbajdzsáni qapik neve is innen származik). Eredetileg megszámlálható mennyiségként használták olyan értelemben, hogy öt tucat, vagy hatvan. 